# Agrandisseur

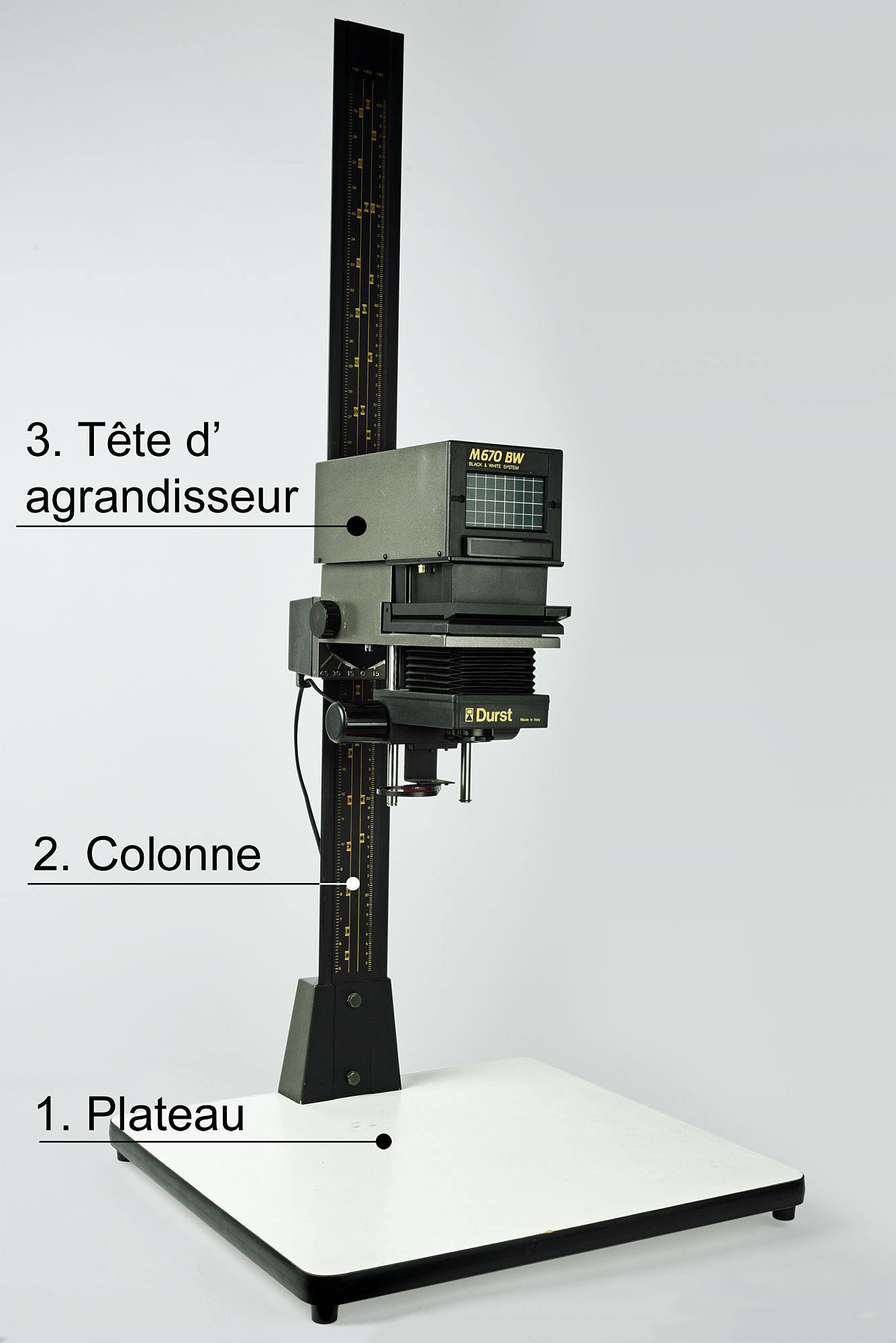
Agrandisseur Durst M670 BW

Un agrandisseur est un dispositif permettant de projeter un négatif sur un papier sensible à la lumière pour produire des tirages photographiques en chambre noire.
On appelle couramment l'image résultante « agrandissement », en référence au procédé ou "tirage".

## Composition
Un agrandisseur se compose :
1. d'un plateau sur lequel se pose un margeur ;
2. d'une colonne munie d'une crémaillère et sur laquelle coulisse la
3. tête d'agrandisseur composée de :

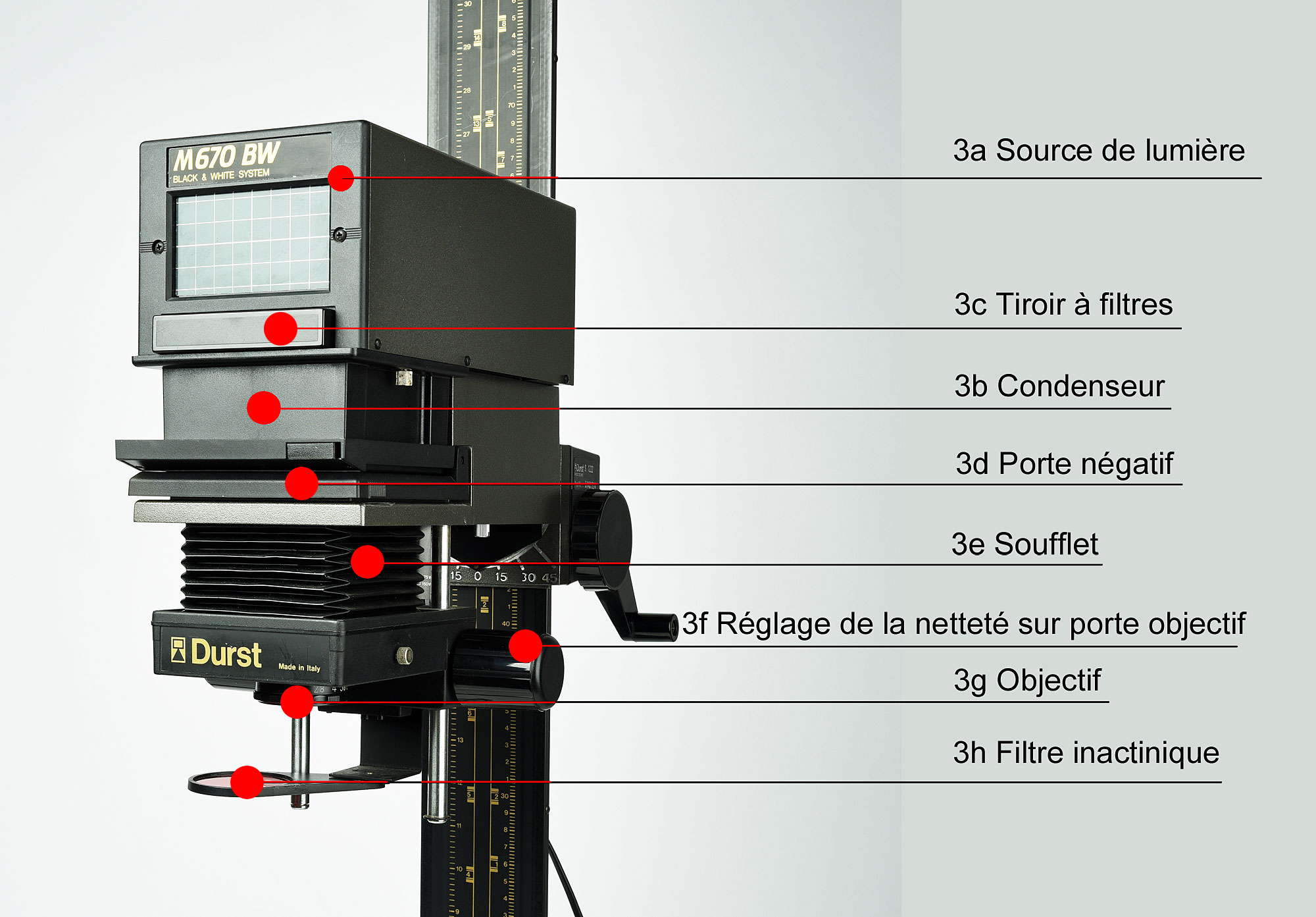
Tête agrandisseur

a/ d'une source de lumière ;
b/ d'un condenseur ou d'un verre dépoli qui permet de concentrer la lumière sur la pellicule ;
c/ d'un ou plusieurs filtres permettant de régler le contraste des tirages noir et blanc sur papier multigrade ou d'équilibrer les teintes des tirages en couleur ;
d/ d'un porte négatif, où ce dernier est maintenu entre deux plaques de verre ou entre deux rainures ;
e/ d'un soufflet
f/ d'un coulisseau porte-objectif muni d'une molette pour le réglage de la netteté
g/ d'un objectif interchangeable
h/ d'un filtre inactinique escamotable.

## Types d'agrandisseur
Deux types d'agrandisseurs existent : à diffusion ou à condenseur.  L'agrandisseur à condenseur produit une image plus dure et contrastée, l'agrandisseur à diffusion une image plus douce.
Il existe des têtes d'agrandisseur pour tirer le noir et blanc et d'autres pour tirer la couleur.
Une tête noir et blanc est munie d'un tiroir à filtres utilisé pour intercaler des filtres multigrades qui agissent sur le contraste du tirage. Avant la généralisation des papiers multigrades (aussi appelé "à contraste variable"), on utilisait des papiers "gradés" d'extra doux à extra dur pour lesquels il n'y avait pas besoin de filtres mais qui demandaient un stock de papier nettement plus important (toutes les duretés dans tous les formats). Il est possible d'utiliser une tête noir et blanc pour tirer de la couleur avec les filtres adéquats.
Une tête couleur comporte des filtres progressifs rouge vert et bleu qui permettent d’équilibrer les couleurs du tirage. Il est possible d'utiliser une tête couleur pour obtenir le filtrage pour les papier multigrade.

## Accessoires
Un certain nombre d'accessoires sont utiles voire indispensables pour utiliser l'agrandisseur :

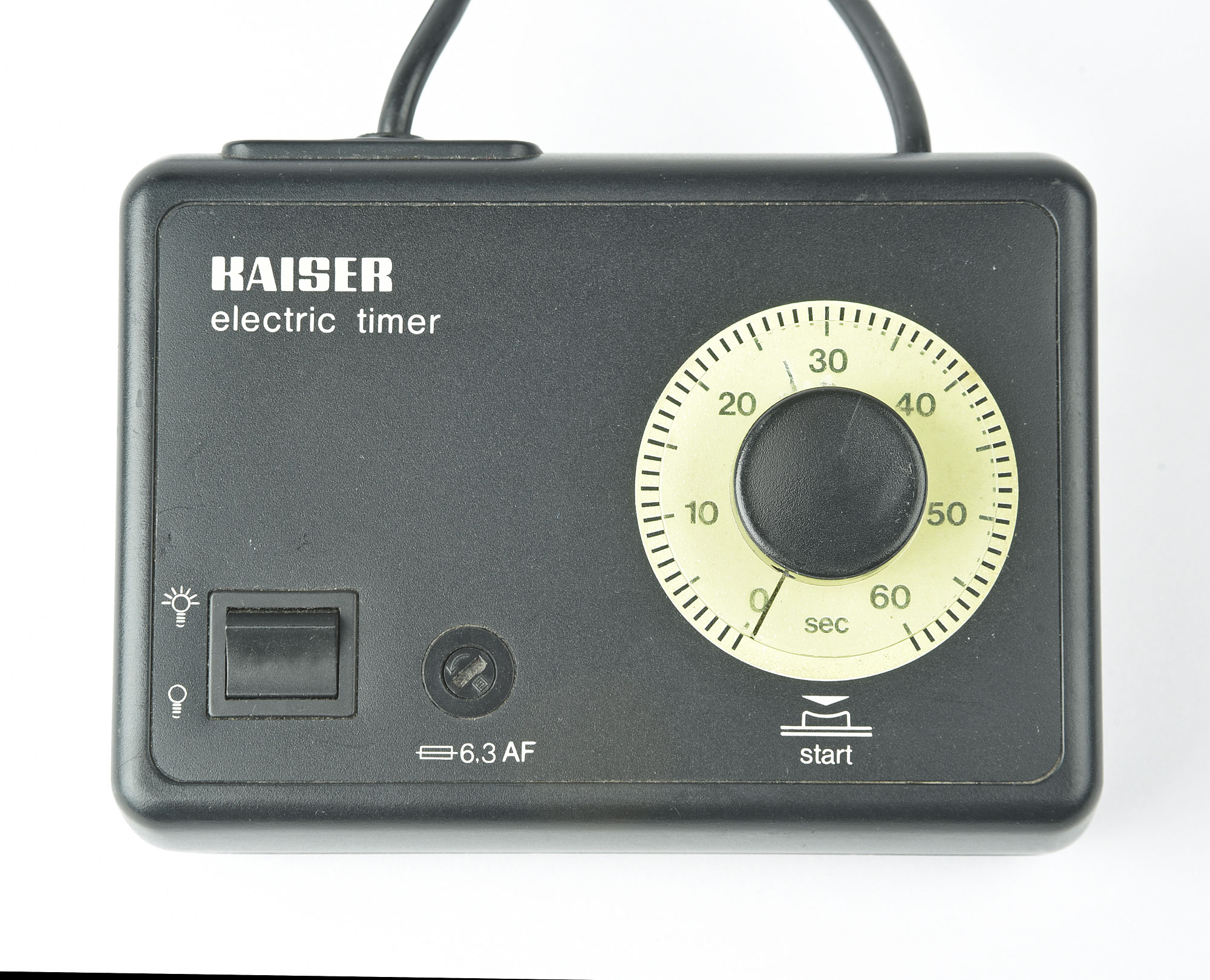
Compte-pose mécanique

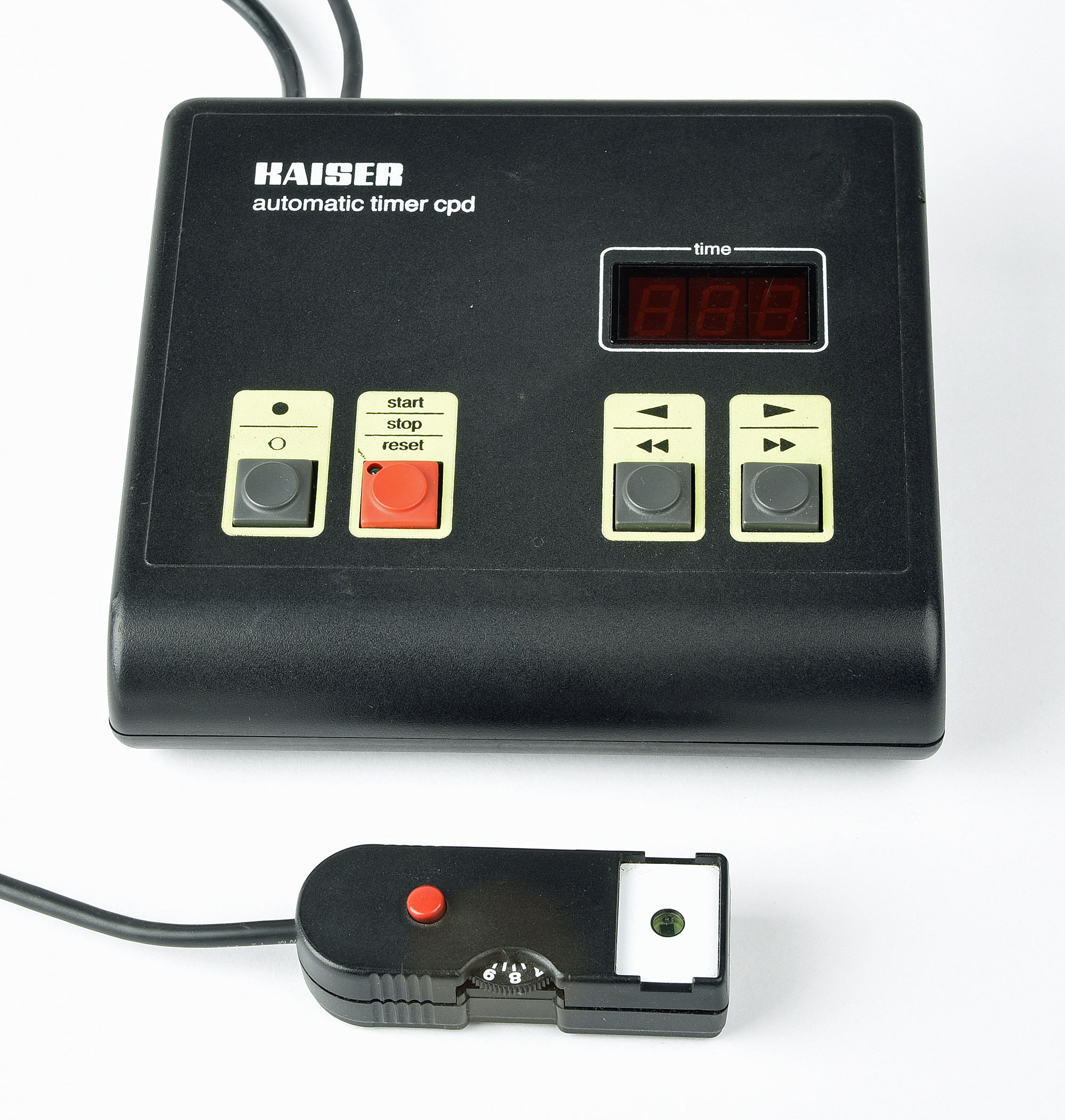
Compte-pose électronique

- Le margeur. Il s'agit d'un support maintenant le papier en place. Le margeur est posé sur le plateau de l'agrandisseur puis le papier est placé contre une équerre assurant son positionnement puis on rabat un cadre muni de réglettes mobiles qui maintiennent le papier. La surface délimitée par les réglettes étant plus petite que le papier elle provoque une marge blanche tout autour de l'image[3].
- Compte-pose (ou minuterie). Il permet d'assurer la précision et la répétabilité des temps d'exposition. Les compte-poses mécaniques ont une précision de l'ordre de la seconde quand les modèles électroniques affichent le dixième de seconde[4].
- Les objectifs. Devant projeter une image uniformément éclairée sur un support plat et à courte distance ils sont spécialement calculés pour cette tâche. La focale utilisée est en général proche de celle utilisée pour la prise de vue (50 mm pour le 24 × 36 où 80 mm pour le 6 × 6) pour "couvrir" le format mais on peut choisir une focale plus courte pour n'agrandir qu'une fraction du négatif[5].
- Contrôleur de mise au point. S'il est possible de faire la mise au point « à l’œil » en observant l'effet du réglage sur l'image projetée, il est beaucoup plus précis de faire la mise au point grâce à un contrôleur de mise au point qui permet de voir le grain du film grâce à une loupe et un miroir[6].
- Posemètre d'agrandissement. Si la démarche habituelle est de procéder par essais successifs pour déterminer le temps d'exposition et le filtrage ("bandes d'essai")[7] il existe des posemètres d'agrandissement permettant de faciliter cette détermination. Les plus complets, grâce à une mesure des points les plus clairs et les plus sombres du négatifs donnent le grade à utiliser et le temps d'exposition à condition d'avoir étalonné les papiers utilisés[8]. Les plus simples permettent de reproduire un réglage en se basant sur le "dernier noir avec des détails" du futur tirage (en fait, la zone presque la plus claire de l'image projetée). Après réalisation d'un tirage correct et étalonnage du posemètre, on teste le dernier noir de chaque nouveau négatif et on obtient rapidement soit une nouvelle ouverture soit une nouvelle durée d'exposition.

D'autres accessoires également utiles ou indispensables pour la réalisation d'agrandissements concernent plutôt le laboratoire argentique en général que l'agrandisseur : les bacs à produits, les pinces à papier, les laveuses à tirages, l'éclairage inactinique, etc..

### Constructeurs d'agrandisseurs
- Ahel
- Beseler
- De Vere
- Durst
- Fujifilm
- Kaiser
- Leica
- LPL

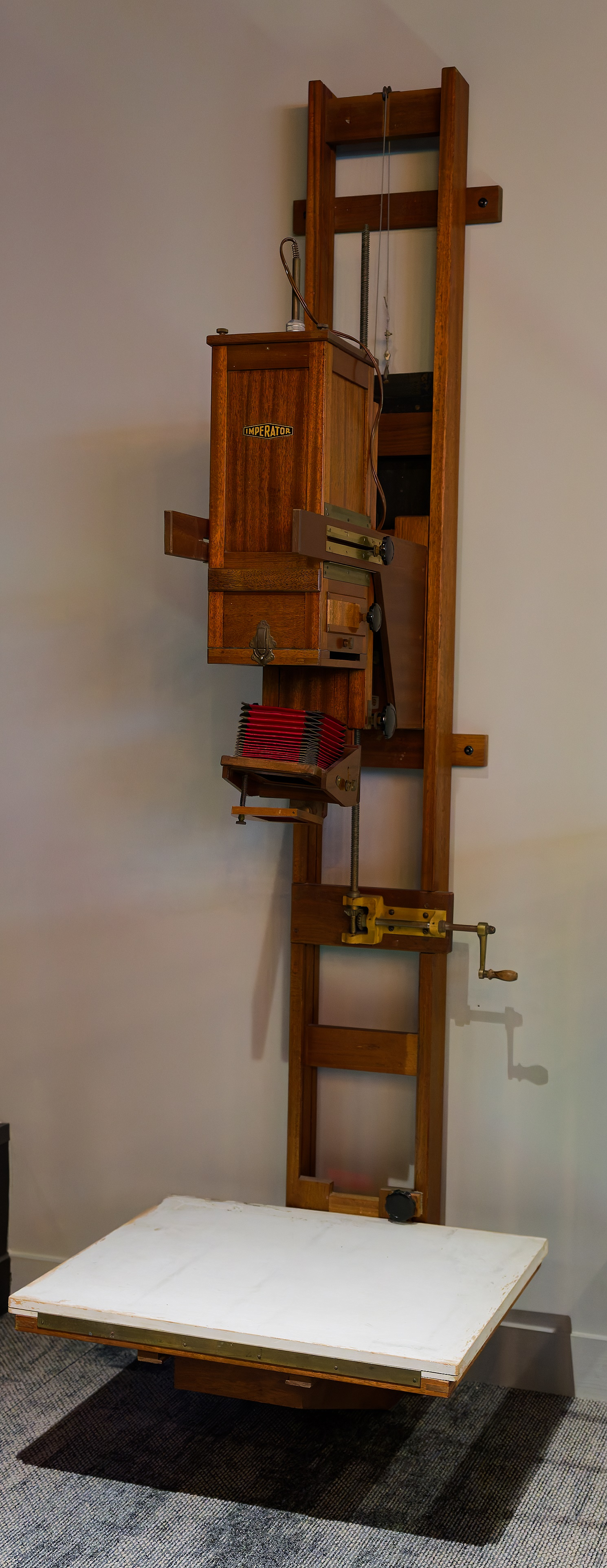
Agrandisseur photo Imperator

- Meopta (fabrique aussi des optiques adaptées)
- PZO (Krokus)
- Priox
- Rohen
- Vivitar

### Optiques pour agrandisseurs

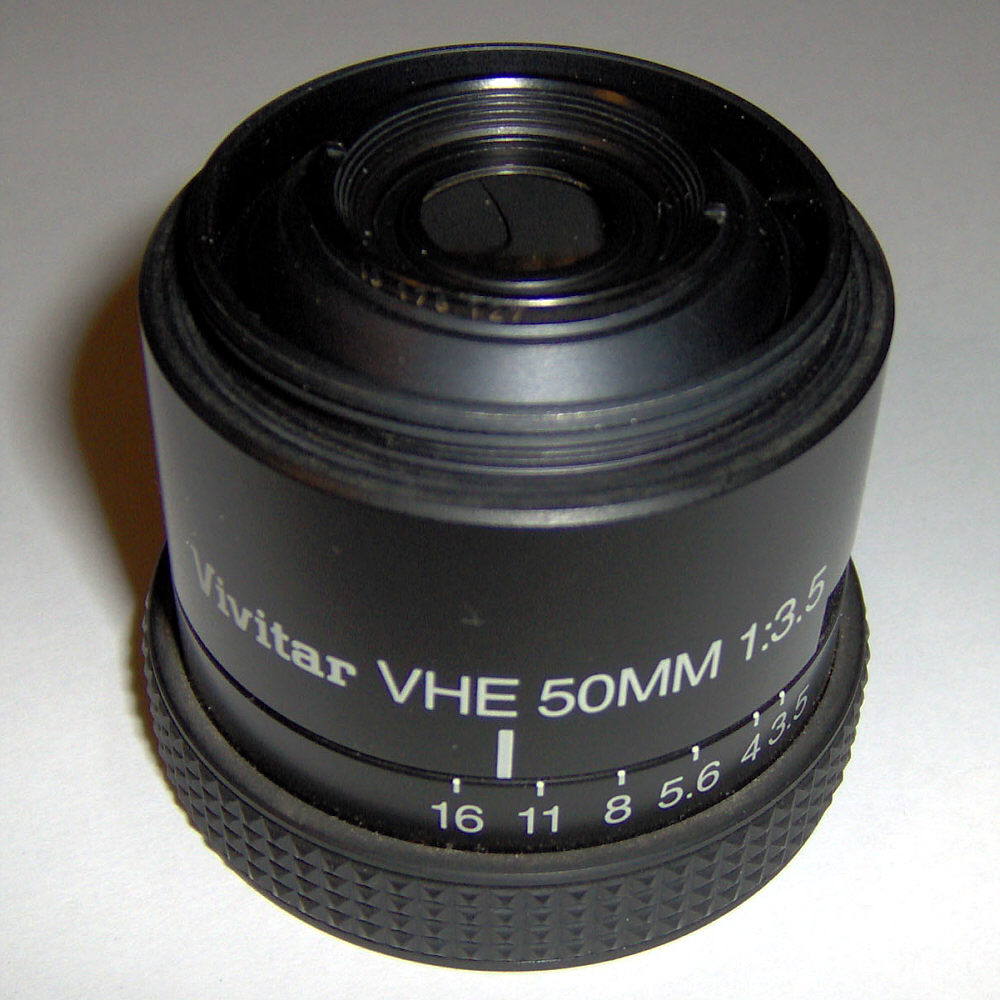
Un objectif Vivitar 50 mm.

- Angénieux
- Boyer
- Komura
- Meopta
- Nikon
- Rodenstock
- Schneider Kreuznach
- Vivitar